# Neđeljko Vlahović
Neđeljko Vlahović (in serbo Недељко Влаховић?; Podgorica, 15 gennaio 1984) è un allenatore di calcio ed ex calciatore montenegrino, di ruolo difensore, tecnico del Kom.

## Palmarès

### Giocatore

#### Competizioni nazionali
- Campionato montenegrino: 2

2009-2010, 2014-2015
- Coppa del Montenegro: 3

Rudar Pljevlja: 2009-2010, 2010-2011, 2015-2016